# جورج دافنبورت
جورج دافنبورت (بالإنجليزية: George Davenport)‏ هو مدير فني أمريكي، ولد في 1783، وتوفي في 4 يوليو 1845.